# 新山町
新山町（しんざんまち）は、福島県双葉郡に存在していた町。現在の双葉郡双葉町南部にあたる。

## 地理
- 山：十万山 (448m)

## 沿革
- 1889年明治22年）4月1日 - 町村制施行にともない、新山村・石熊村・郡山村・細谷村・前田村・松迫村・水沢村・目迫村・山田村の計9ヶ村が合併して新制の標葉郡新山村が発足。
- 1896年（明治29年）4月1日 - 標葉郡と楢葉郡が合併して双葉郡が発足。双葉郡新山村となる。
- 1913年（ 大正2年）1月25日 - 町制施行し、新山町となる。
- 1951年（昭和26年）4月1日 - 長塚村と合併し、標葉町（現・双葉町）となる。

## 行政
- 歴代村長

| 代 | 氏名     | 就任                       | 退任                      | 備考 |
| -- | -------- | -------------------------- | ------------------------- | ---- |
| 1  | 大浦倫清 | 明治22年（1889年）7月17日  | 明治30年（1890年）7月5日  |      |
| 2  | 谷宗徳   | 明治30年（1890年）7月6日   | 明治40年（1894年）1月13日 |      |
| 3  | 天野庸隆 | 明治40年（1894年）10月14日 | 大正2年（1913年）1月31日  |      |

- 歴代町長

| 代 | 氏名       | 就任                       | 退任                       | 備考         |
| -- | ---------- | -------------------------- | -------------------------- | ------------ |
| 1  | 天野庸隆   | 大正2年（1913年）2月1日    | 大正7年（1918年）1月22日   | 村長より留任 |
| 2  | 井戸川議隆 | 大正7年（1918年）2月19日   | 大正11年（1922年）12月28日 |              |
| 3  | 天野景庸   | 大正12年（1923年）2月10日  | 大正13年（1924年）10月24日 |              |
| 4  | 石田忠宗   | 大正13年（1924年）11月26日 | 昭和2年（1927年）11月10日  |              |
| 5  | 山田周陽   | 昭和2年（1927年）11月13日  | 昭和3年（1928年）12月22日  |              |
| 6  | 宮本捨吉   | 昭和4年（1929年）2月13日   | 昭和17年（1942年）         |              |
| 7  | 小野田七郎 | 昭和17年（1942年）10月10日 | 昭和21年（1946年）11月     |              |
| 8  | 山田光政   | 昭和22年（1947年）4月5日   | 昭和26年（1951年）3月31日  |              |

## 教育
- 新山町立新山小学校
- 長塚村・新山町組合立標葉中学校

## 交通

### 道路
- 国道6号